# Virgilio Marzot
Virgilio Marzot (Vicenza, 24 ottobre 1925 – Vicenza, 20 ottobre 2003) è stato un dirigente sportivo italiano. fu uno dei quattro presidenti del Vicenza Calcio nella stagione 1996-1997, annata culminata con la conquista della Coppa Italia.

## Biografia
Accademico e vicepresidente dell'Accademia Olimpica, un'antica istituzione culturale di Vicenza, è stato autore di vari testi esposti nella Biblioteca civica Bertoliana e presenti nell'Internet Culturale.
Pubblicista, è stato inoltre una figura di risalto della Democrazia Cristiana.

### Presidenza del Vicenza Calcio
L'inizio della stagione 1996-1997 cominciò con un cambio della guardia al vertice societario del Vicenza Calcio: da Pieraldo Dalle Carbonare la presidenza passò a Gianni Sacchetto, poi ad aprile all'avvocato Luigi Arena, mentre a maggio il suo successore fu l'avvocato Virgilio Marzot.
Virgilio Marzot a fine aprile 1997 venne nominato come nuovo presidente da un custode giudiziario: l'avvocato Giuseppe Iannaccone.
Iannaccone arrivò a Vicenza nel gennaio 1997 in quanto contemporaneamente il Tribunale di Milano indagò sulle azioni della finanziaria di controllo di Pieraldo Dalle Carbonare.
In questa annata il Vicenza, guidato dall'allenatore Francesco Guidolin, entrò nella storia del calcio: in campionato la squadra conquistò tre memorabili vittorie ai danni di tre grandi squadre, Juventus, Inter e Milan, mentre il 24 novembre 1996 alla 10ª giornata il Vicenza fu capolista solitario in vetta alla classifica della Serie A 1996-1997. Inoltre, il Vicenza superò una dopo l'altra le sue avversarie nella Coppa Italia 1996-1997: Lucchese, Genoa, Milan, Bologna e Napoli. La squadra berica conquistò così il trofeo il 29 maggio 1997.
Virgilio Marzot, confermato anche per la stagione successiva, si dimise poco dopo e nell'ottobre 1997 gli subentrò alla presidenza Paolo Scaroni.